# 卡尔努瓦-马梅
卡尔努瓦-马梅（法語：Carnoy-Mametz，法語發音：[kaʁnwa mame]）是法国索姆省的一个市镇，属于佩罗讷区。该市镇于2019年1月1日由原市镇卡尔努瓦和马梅合并而成，行政中心位于马梅。

## 地理
卡尔努瓦-马梅（49°59'52"N, 2°44'13"E）面积10.25 平方千米，位于法国上法蘭西大區索姆省，该省份为法国北部沿海省份，北起加来海峡省和北部省，西接滨海塞纳省和大西洋英吉利海峡，南至瓦兹省，东临埃纳省。
与卡尔努瓦-马梅接壤的市镇（或旧市镇、城区）包括：巴藏坦、孔塔尔迈松、弗里库尔、索姆河畔布赖、苏珊、马里库尔、皮卡第地区蒙托邦。
卡尔努瓦-马梅的时区为UTC+01:00、UTC+02:00（夏令时）。

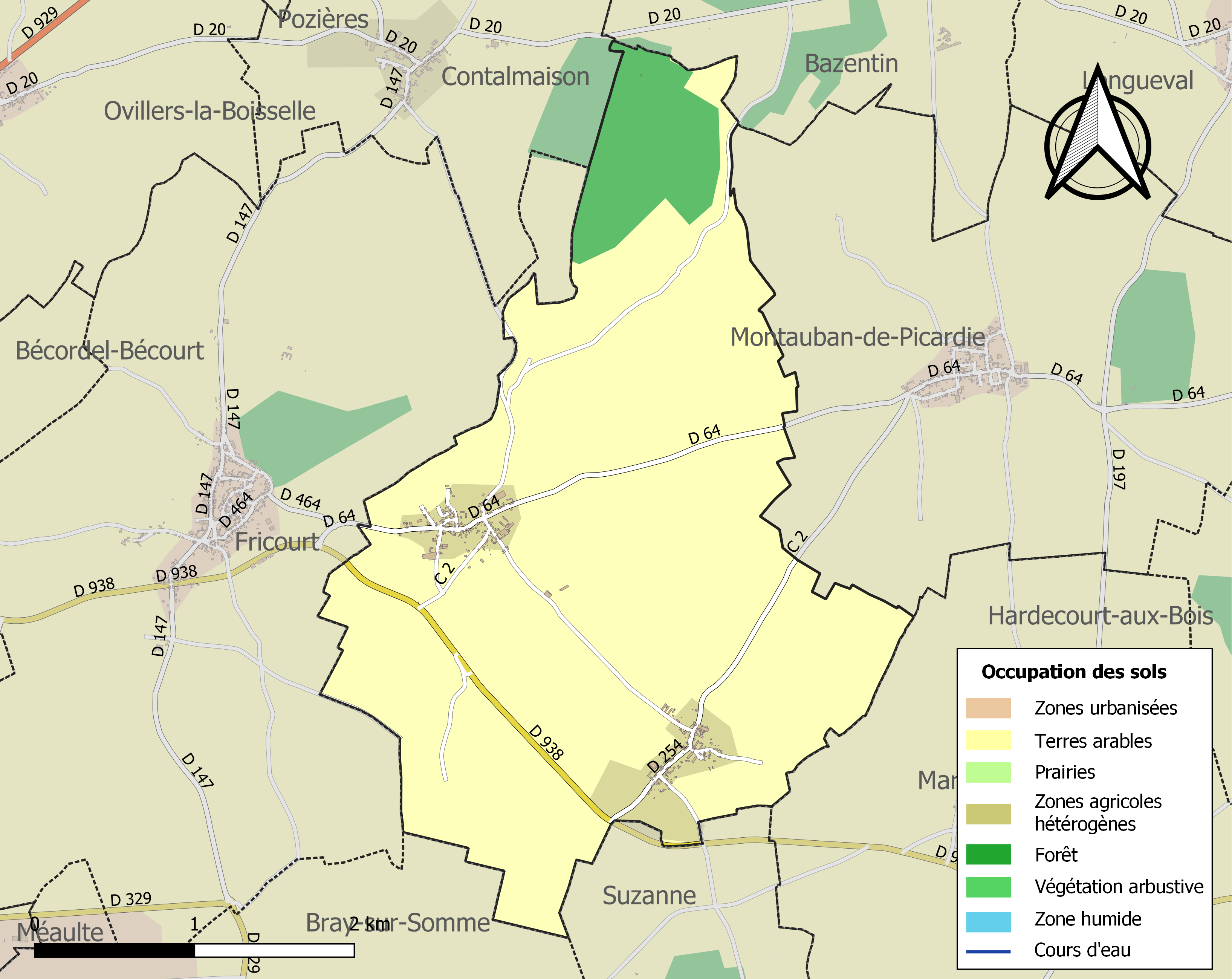
卡尔努瓦-马梅的OSM定位图

## 行政
卡尔努瓦-马梅的邮政编码为80300，INSEE市镇编码为80505。

## 政治
卡尔努瓦-马梅所属的省级选区为阿尔贝县。

## 人口
卡尔努瓦-马梅于2022年1月1日时的人口数量为268人。